# Culture des rosiers
 (juillet 2022).
Si vous disposez d'ouvrages ou d'articles de référence ou si vous connaissez des sites web de qualité traitant du thème abordé ici, merci de compléter l'article en donnant les références utiles à sa vérifiabilité et en les liant à la section « Notes et références ».
La culture des rosiers se pratique soit dans un cadre professionnel : pépiniéristes rosiéristes, gestionnaires d'espaces verts publics, soit dans un cadre privé. Les jardins de particuliers sont de fait rarement sans rosiers. 
La culture des rosiers remonte à plusieurs millénaires en Asie et à l'âge du bronze dans le bassin méditerranéen.
À l'époque contemporaine, cette activité peut avoir pour objectif la production de fleurs coupées pour le secteur de la fleuristerie, pour la production de parfum comme à Grasse, ou de plants de rosiers vendus le plus souvent par la filière des jardineries ou des grandes surfaces, ou bien l'ornementation des jardins publics ou privés.

## Histoire de la culture des rosiers

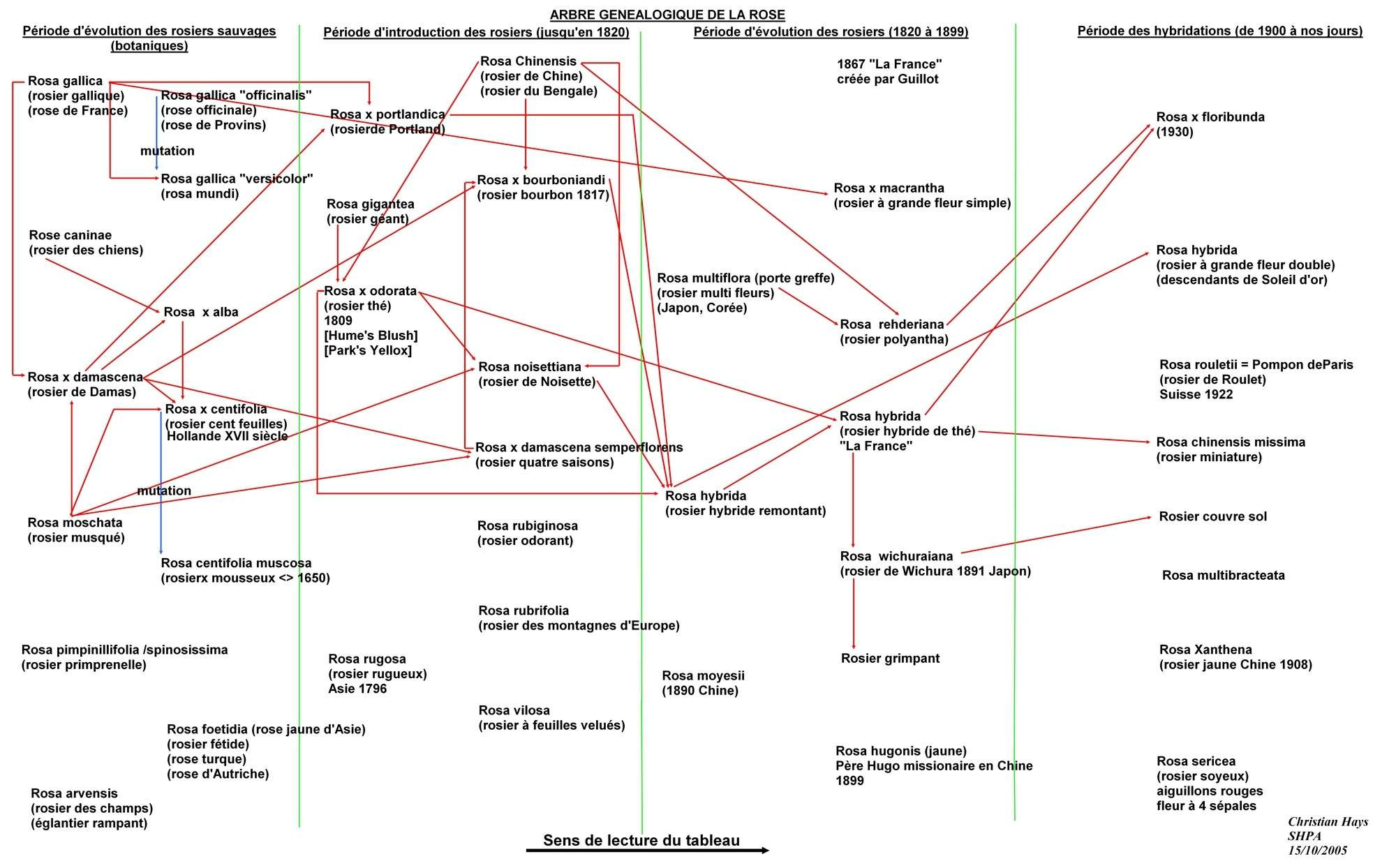
Généalogie des différentes espèces de rosiers.

La culture des rosiers date, en Chine et en Perse, de plus de 5 000 ans, et ils ont été cultivés en Grèce dès l'âge du bronze.
En Europe, les  premiers rosiers cultivés furent les rosiers galliques aux fleurs uniquement blanches, roses ou rouges, les rosiers pimprenelle Spinolea de Pline l'Ancien, rosiers d'Écosse, et Rosa foetida la ronce d'Autriche, un rosier à fleurs jaunes. Puis d'autres espèces botaniques ou cultivées ont été ramenées du reste du monde, d'abord par Thibaud IV et ses Croisés, les rosiers de Damas, Rosa damascena (il semble que ce soit un hybride spontané de Rosa gallica × Rosa phoenicia) et Rosa damascena semperflorens (hybride supposé de Rosa gallica × moschata). C'est à partir de Rosa gallica officinalis (ou rose des apothicaires) qu'on commença la culture des rosiers, d'abord pour leurs vertus médicinales, puis pour leur beauté.
Ce n'est qu'à la fin du XVIIIe siècle, que l'importation de rosiers et la création de nouvelles variétés, encore par croisements spontanés, a pris son plein essor (ce qui est d'ailleurs le cas pour de nombreuses fleurs d'ornement), d'abord en France grâce à la "rosomanie" que développe l'Impératrice Joséphine en cultivant près de 200 rosiers au château de Malmaison, puis en Angleterre, Hollande, Belgique. Les nouvelles espèces de rosiers provenaient de Chine avec les rosiers thé et pour les hybrides de colonies comme l'île de La Réunion, avec les rosiers Bourbon, ou encore la Louisiane pour les rosiers Noisette. Tous ces  rosiers hybrides de rosiers provenant de Chine ont connu une très grande popularité, du fait du savoir-faire chinois qui a su produire des rosiers parfumés, fortement remontants, voire à floraison quasi-continuelle.

## Conditions générales

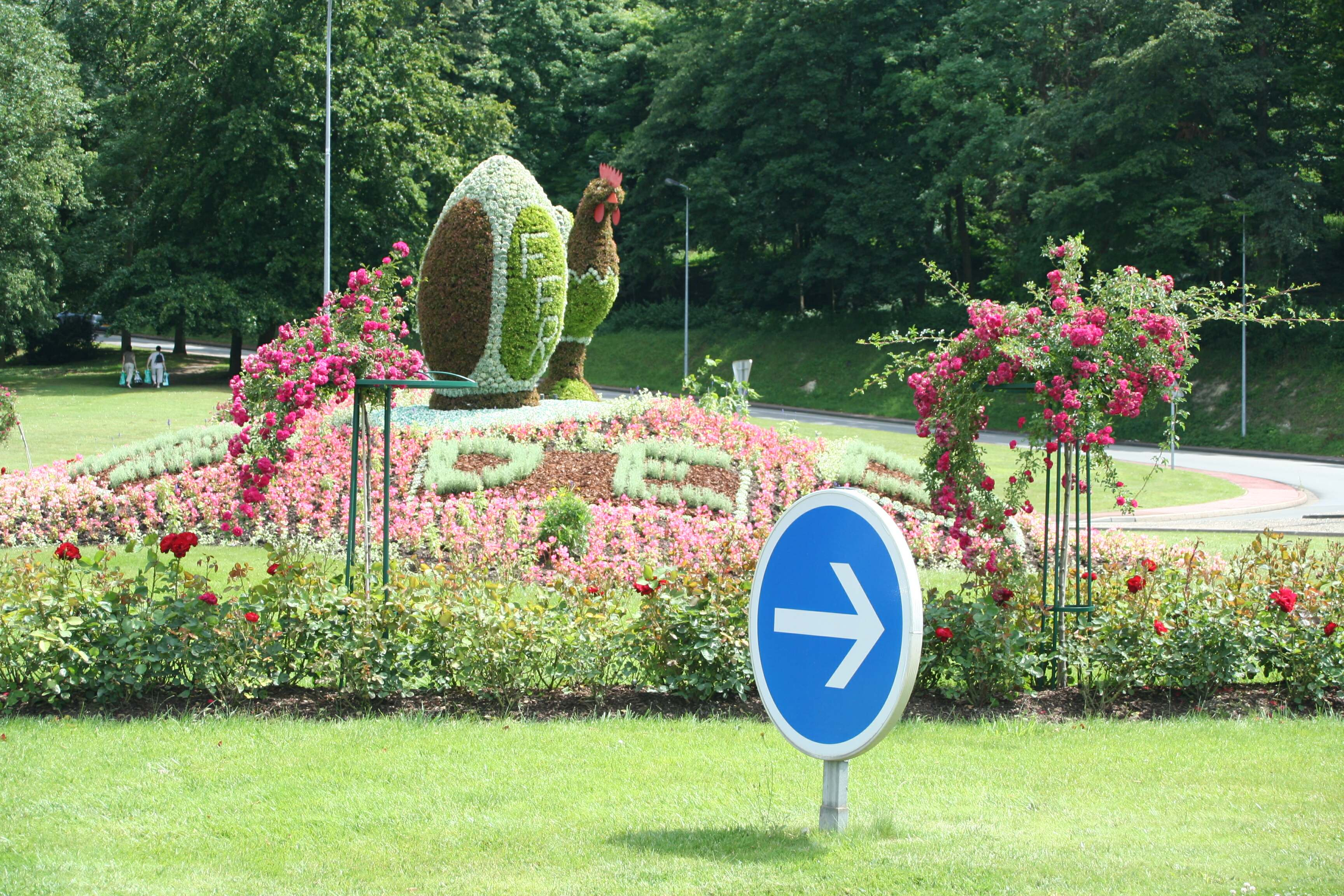
Plate bande de rosiers buissons et rosiers tiges dans un jardin public (Aubergenville, Yvelines).

Les conditions générales requises pour la culture des rosiers sont : de préférence un sol argileux siliceux assez frais ; la plupart des variétés ne supportent pas les terrains trop calcaires (pas plus de 15 % de calcaire, voire moins si le sol est plus pauvre en argile) ; une exposition ensoleillée, cependant il existe des cultivars supportant la mi-ombre et un climat tempéré adapté à la rusticité de l'espèce ou de la variété.

## Multiplication
La multiplication peut s'effectuer par greffage, drageonnage, bouturage, semis et multiplication in vitro.
Le semis est incontournable pour la production de nouvelles variétés par hybridation. En revanche, les cultivars créés sont le plus souvent reproduits par greffage, mode de multiplication végétative qui préserve les caractères phénotypiques (c'est un clonage) et qui permet de choisir un porte-greffe mieux adapté aux conditions de culture ultérieures.
Le jardinier amateur peut multiplier certains rosiers par bouturage ou par prélèvement de drageons. Pour le bouturage, on prélève des rameaux de l'année de préférence légèrement aoûtés d'au moins trois yeux (soit 10 à 15 cm de long) qu'on plante au 2/3 dans un substrat humide et drainant à l'abri du plein soleil. Pour les variétés non-remontantes, on peut procéder au bouturage (de préférence à l'étouffée) en été tout de suite après l'unique floraison. Pour les variétés remontantes, on bouture plutôt en automne. Une fois plantée, on maintient la bouture dans un substrat humide jusqu'à l'apparition des racines, période à laquelle on pourra transplanter la bouture.
Les nouvelles variétés sont souvent protégées par des certificats d'obtention végétale (COV) ou par des marques déposées, voire les deux, l'origine légale des plants étant garantie par des étiquettes officielles portant le nom de variété déposé et la marque commerciale.
La multiplication des rosiers par greffage est essentiellement le fait des pépiniéristes spécialisés. Les porte-greffes sont des écotypes de Rosa canina et Rosa rubiginosa qui ont l'inconvénient de drageonner beaucoup, ou Rosa indica major qui drageonne peu et Rosa coriifolia var. froebelii (souvent appelé à tort « laxa ») qui ne drageonne pas.

## Plantation
La plantation s'effectue en automne et hiver (de novembre à mars dans l'hémisphère nord), dans un sol bien défoncé puis reposé, dans une cavité suffisante pour que les racines soient à l'aise et le point de greffe (ou le collet pour les rosiers non greffés) très légèrement enterré. Un arrosage assure le tassement de la terre. 
Ces rosiers doivent ensuite être arrosés régulièrement la première année et le pied paillé pour les protéger du froid en hiver.

## Taille

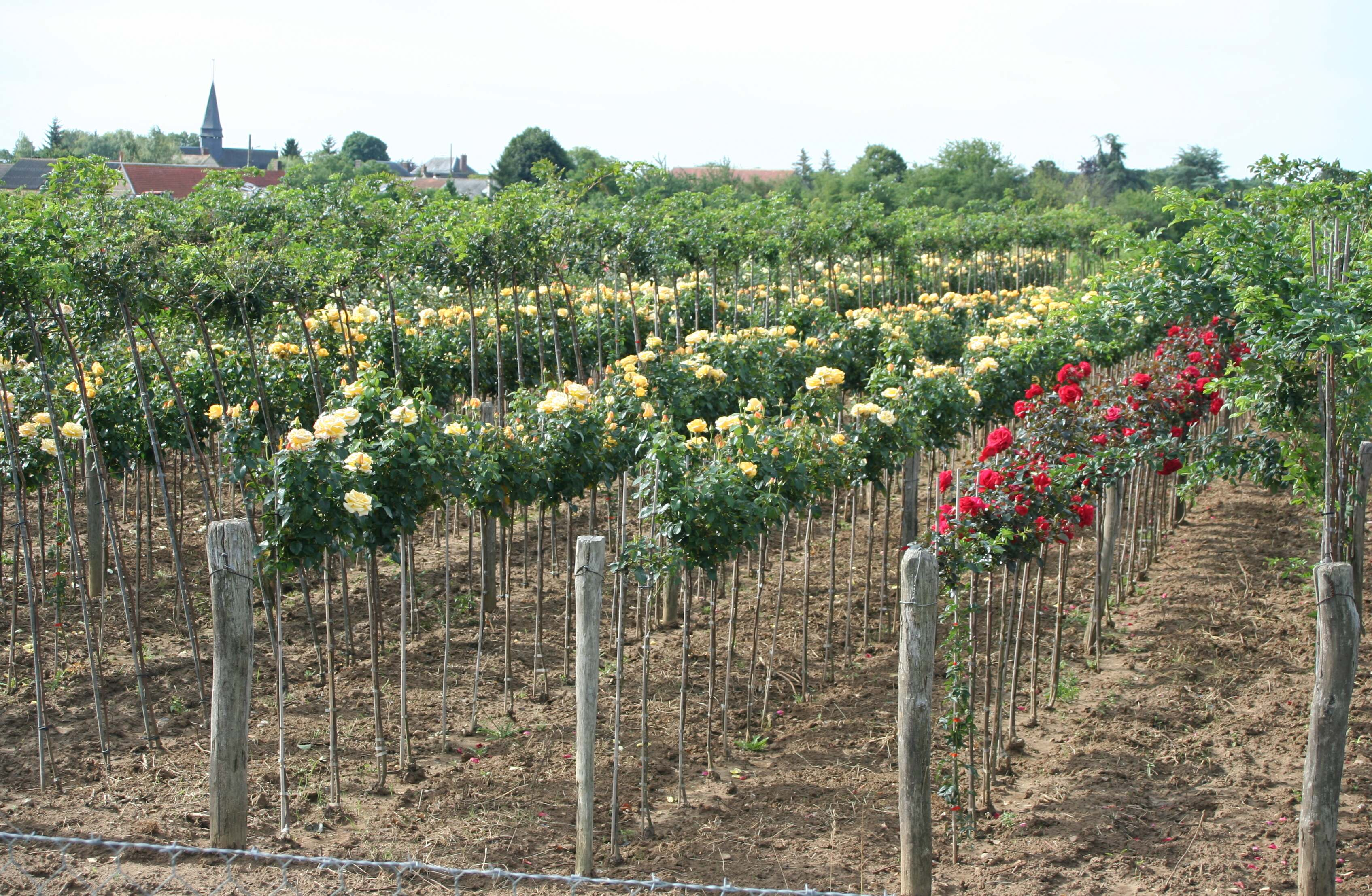
Pépinière de rosiers tiges à Caillouet (Eure, France).

En plus de l'enlèvement des fleurs fanées (conseillé non seulement pour des raisons esthétiques, mais parce qu'il favorise la refloraison), il convient en général d'effectuer une taille annuelle, avant le démarrage de la végétation (vers fin février dans l'hémisphère nord) pour les rosiers remontants, après la floraison pour les autres, qui variera suivant l'espèce, l'âge et l'état du rosier. Il faut surtout supprimer le vieux bois et tailler d'autant plus court qu'il s'agit d'une petite espèce, et laisser de la grandeur aux grimpants qui sinon pourraient redevenir buissons.

## Ennemis des rosiers

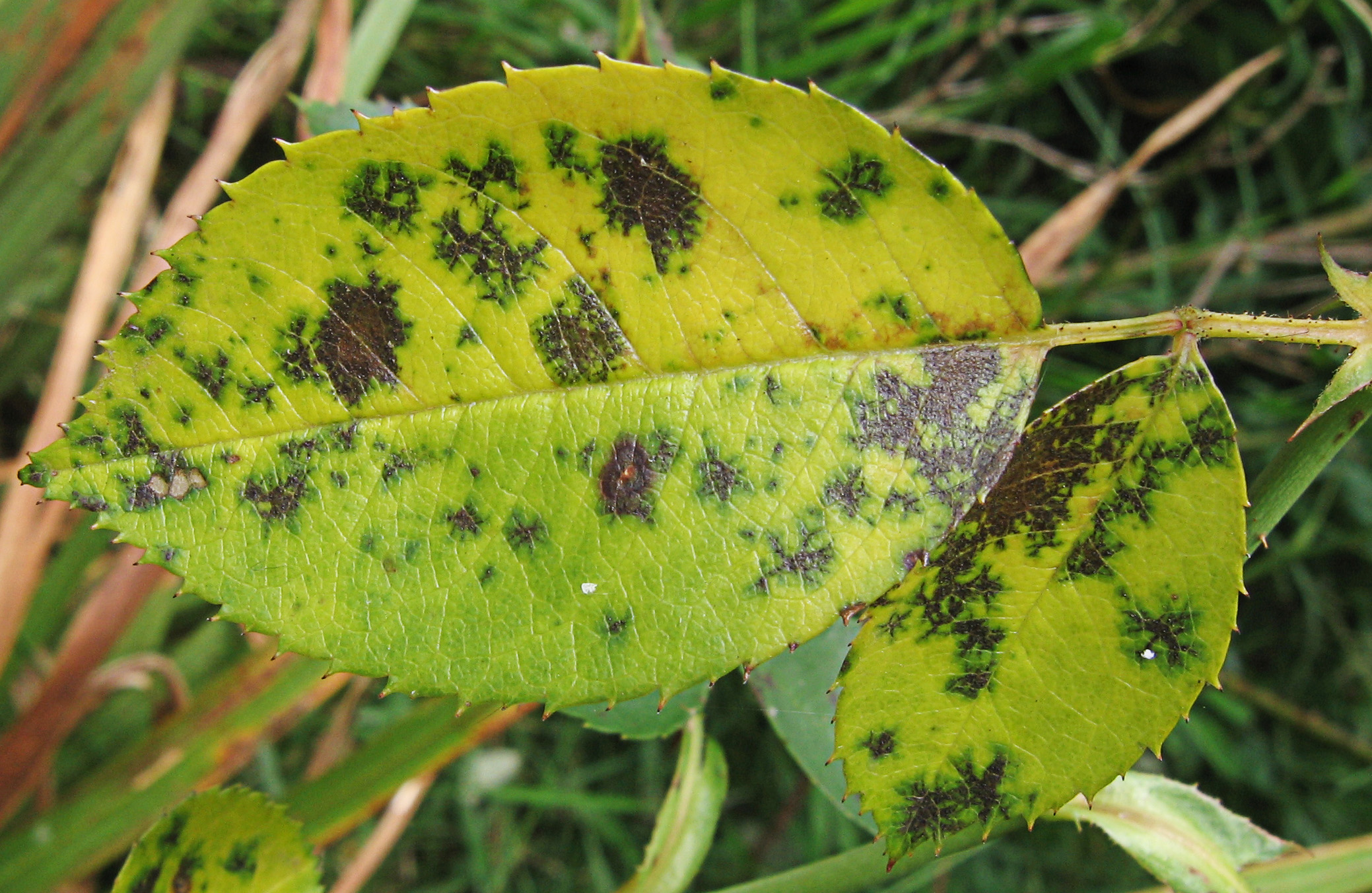
Maladie des taches noires

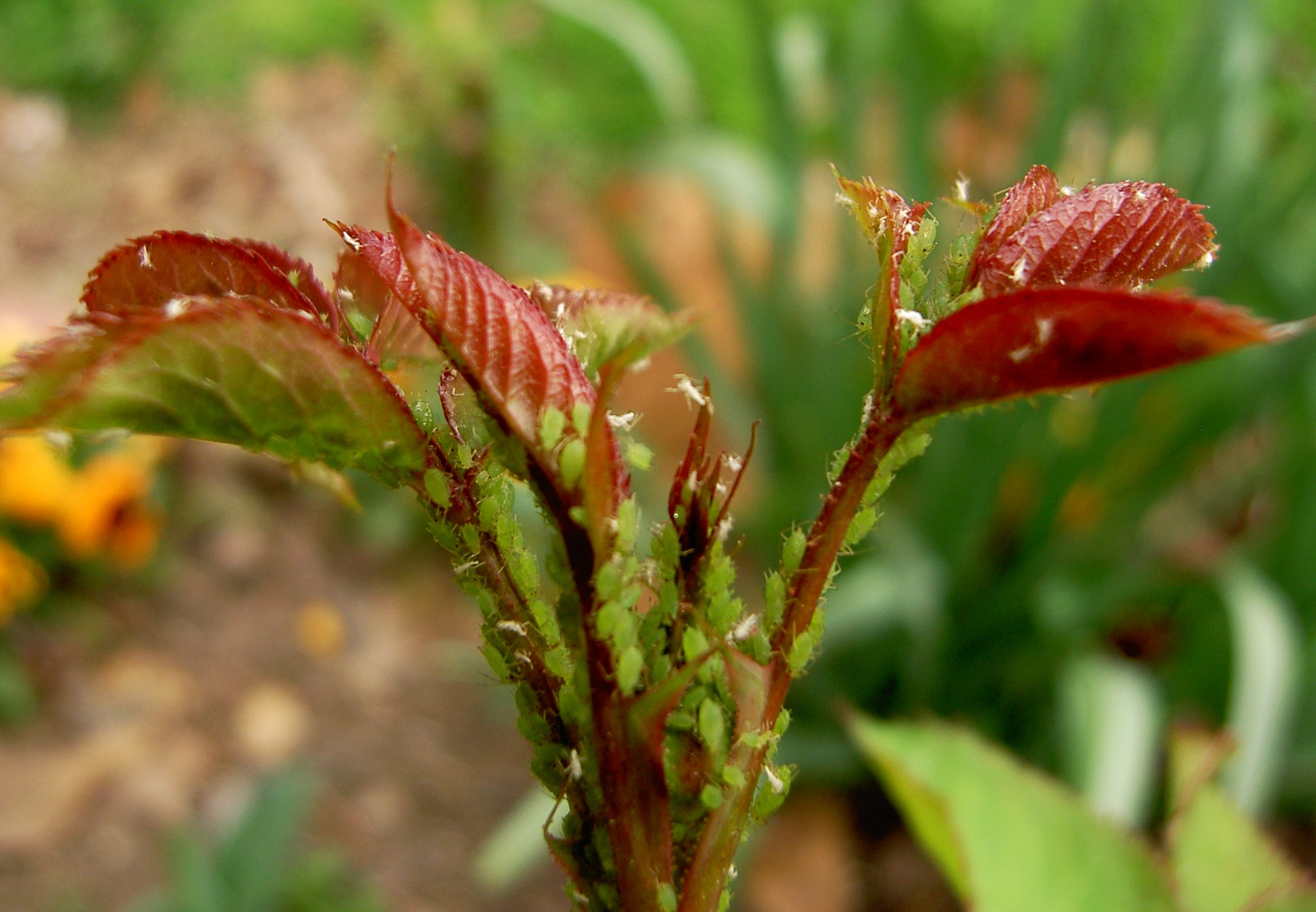
Pucerons verts

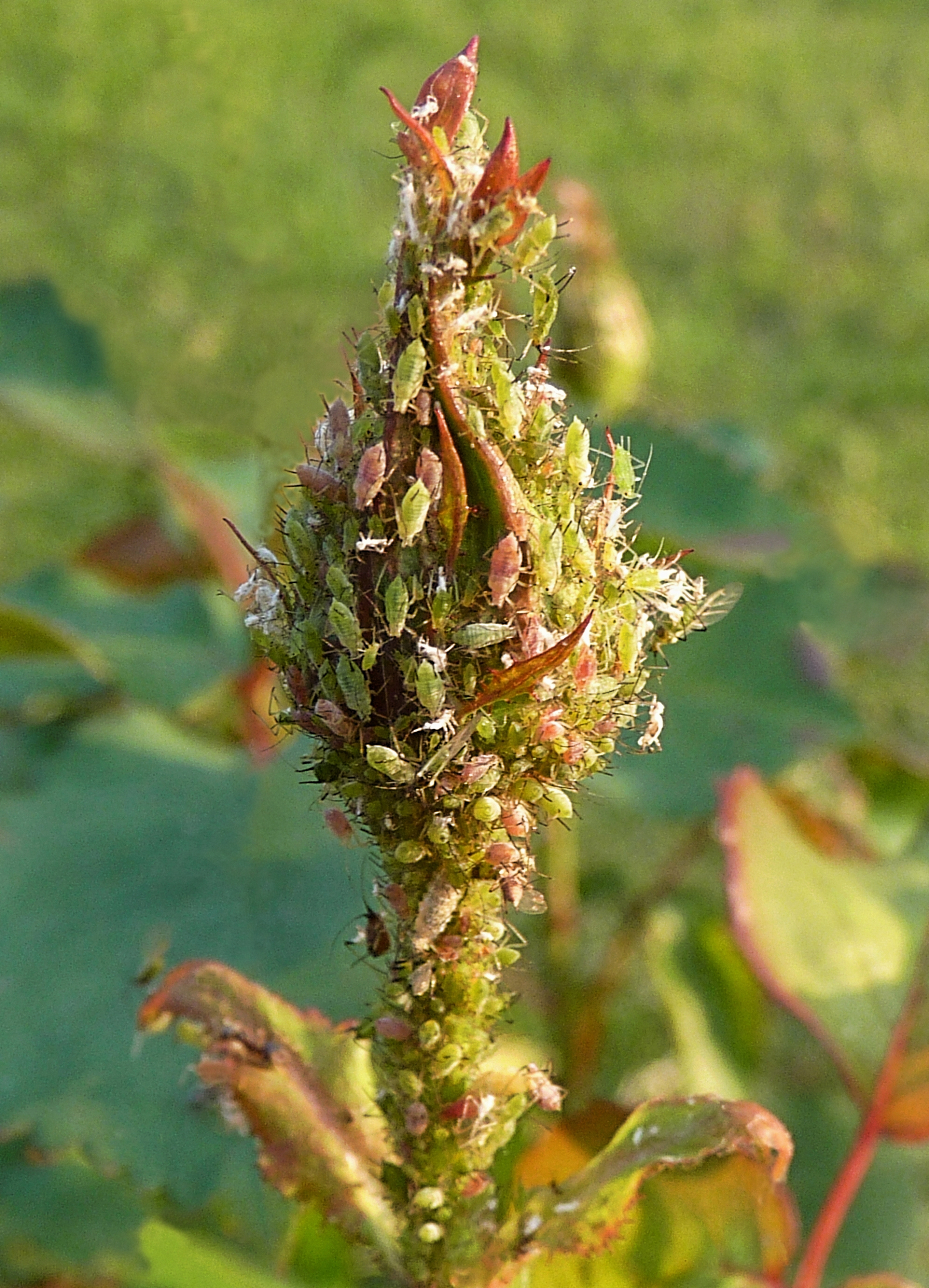
Bouton de rose attaqué par des pucerons

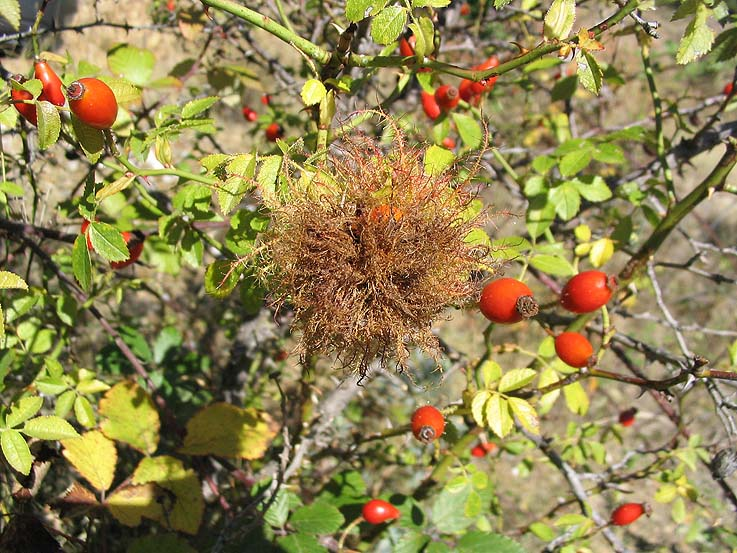
Galle, appelée bédégard, due à un cynips (Diplolepis rosae)

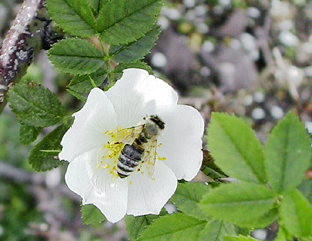
Hyménoptère butinant sur une rose

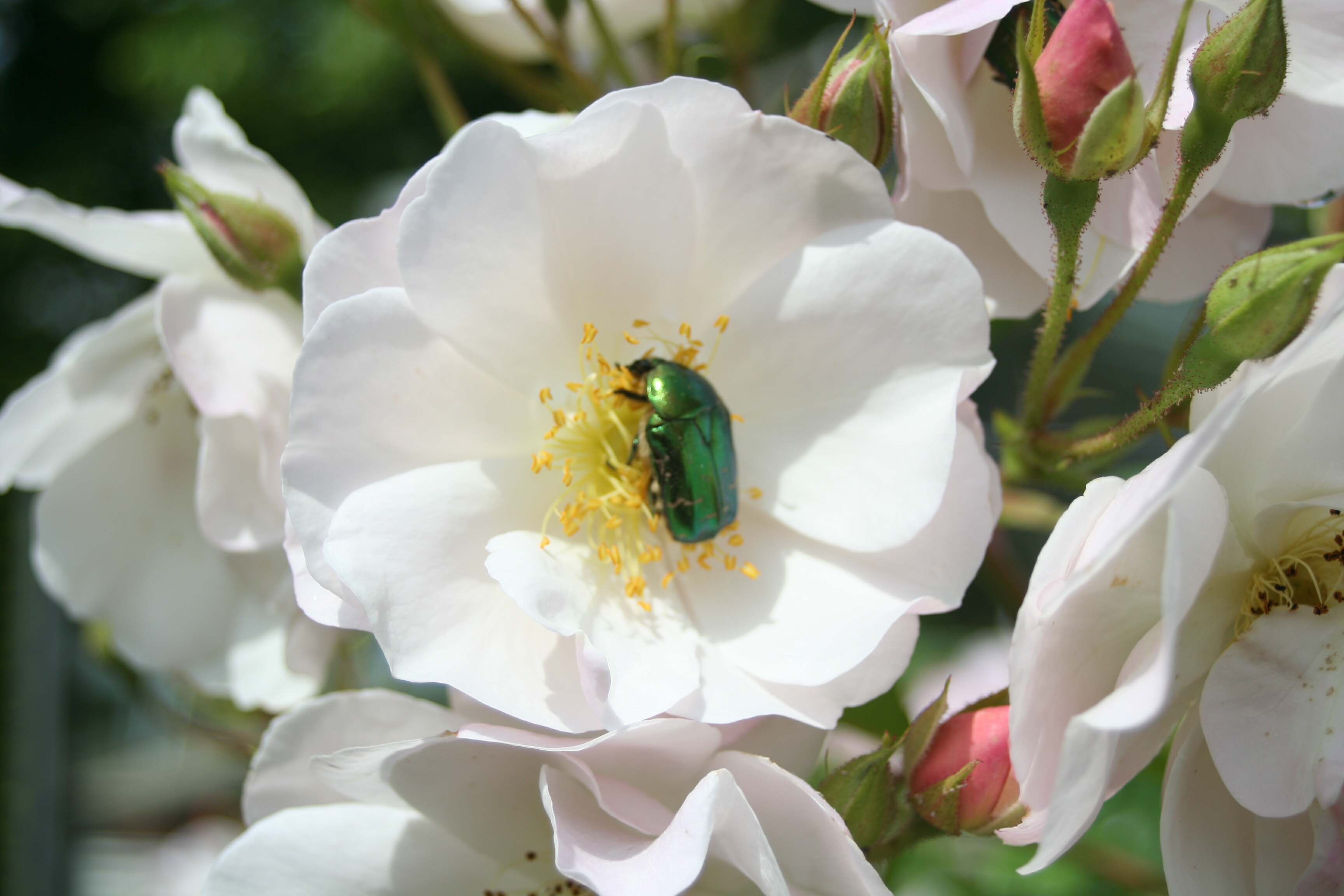
Cétoine dorée broutant une fleur de 'Nevada' (hybride de Rosa moyesii)

Les rosiers cultivés ont de nombreux ennemis qui attaquent les différentes parties de la plante. Il s'agit principalement de maladies cryptogamiques, dont les plus connues sont la maladie de taches noires, le blanc du rosier (oïdium) et la rouille. Ils sont aussi victimes de divers insectes ravageurs tels que les tenthrèdes, cochenilles et pucerons.

### Principales maladies
Les feuilles des rosiers cultivés portent souvent des taches dues à diverses maladies cryptogamiques :
La rouille du rosier causée par un champignon, Phragmidium subcorticum, se manifeste par de petites pustules orangées à la face inférieure des feuilles, ainsi que sur les tiges.
La maladie des taches noires provoque l'apparition de taches sombres, brun noirâtre, de forme arrondie, d'environ un centimètre de diamètre, dues au champignon Marssonina rosae. Cette maladie entraîne la chute des feuilles et affaiblit fortement les plantes.
Le blanc du rosier est une forme d'oïdium qui produit un feutrage banc sur les feuilles et  les pousses, entraînant un dessèchement des boutons floraux.
Ces maladies sont favorisées par un temps chaud et humide. Certaines variétés sont plus résistantes que d'autres.
De nombreuses autres maladies, moins fréquentes, sont susceptibles d'affecter les rosiers : chancres, pourridiés, anthracnose, fonte des semis, mildiou, mosaïque....
La distinction Anerkannte Deutsche Rose pour les rosiers ADR est un label allemand qui garantit la résistance des rosiers contre les maladies, le froid et les parasites.

### Principaux ravageurs
Les jeunes pousses sont souvent envahies par des colonies de pucerons, notamment le puceron vert du rosier (Macrosiphum rosae). Cette prolifération peut entraîner le flétrissement des pousses et la perte des boutons floraux. Le miellat sécrété par les pucerons attire les fourmis et peut provoquer la formation de fumagine, maladie cryptogamique qui se manifeste par une pellicule noirâtre sur les plantes.
Parmi les ravageurs du rosier figurent aussi de nombreux insectes, tenthrèdes dont les chenilles dévorent les feuilles ou les enroulent pour s'y abriter, hibernie défeuillante dont la chenille broute les bourgeons, mégachiles, sortes d'abeilles qui prélèvent des découpes régulières dans les feuilles pour construire leurs loges, cochenilles, cécidomyies, etc.
Les chenilles de papillons de nuit (hétérocères) suivants (classés par famille) se nourrissent de rosier :
- cidarie dérivée,
- cidarie fauve (Geometridae),
- noctuelle des moissons (Noctuidae).

Les rosiers sont aussi affectés par des nématodes qui attaquent les racines provoquant la formation de galles, et par des acariens présents sur les feuilles.
Une curiosité est la formation de galles filamenteuses, les « bédégars », formées par une réaction des tissus de la tige à la présence de larves de cynips du rosier (Diplolepis rosae).

## Traitements
Le blanc du rosier se traite par une pulvérisation de soufre et les taches noires de mildiou par une pulvérisation de bouillie bordelaise (on peut sous certaines formes mélanger les deux en traitement préventif).  Un autre traitement écologiques est de pulvériser du savon noir dilué à 5 %. En effet le savon noir étant alcalin, celui-ci agit comme un excellent répulsif sans pour autant endommager la plante. Il faut bien choisir du savon noir sans colorant, parfum et ingrédients synthétiques ajouté. À exclure tous les savons noirs de supermarché qui sont composés d'ingrédients synthétiques pour des raisons de coût. 
Les pucerons seront mangés par les coccinelles ou chassés par un arrosage. Les problèmes plus particuliers relèvent du conseil de spécialiste.
Sels minéraux, engrais « spécial rosier » ou cendre de bois sont utilisés pour la fertilisation.

## Économie
La culture des rosiers s'adresse à deux marchés distincts, celui de la fleur coupée (roses sur tiges) pour bouquets et décoration florale d'intérieur, celui des plants de rosiers pour les jardins particuliers et les parcs publics, vendus en conteneurs ou à racines nues selon la saison.
Le marché de la fleur coupée, essentiellement européen à l'origine, tend à se mondialiser. Les principales aires de production sont situées en Europe (Pays-Bas, Italie, France), en Amérique du Nord (États-Unis), en Asie (Japon, Chine, Israël), en Amérique latine (Mexique, Colombie, Équateur) et en Afrique (Éthiopie, Kenya, Ouganda, Zimbabwe, Maroc).
Les marchés de consommation se situent principalement en Europe où les transactions se concentrent  principalement au marché aux fleurs (Bloemenveiling) d'Aalsmeer  (Hollande-Septentrionale) d'où les roses  sont réexpédiées dans toute l'Europe, et en Amérique du Nord où le principal centre de redistribution pour les États-Unis est Miami. La production des pays d'Afrique est exportée principalement vers l'Europe et celle d'Amérique du Sud vers les États-Unis. Ce marché connaît une forte expansion en Asie (Chine, Inde, Sud-Est asiatique).
Cette mondialisation soulève diverses questions : conditions de travail dans certains pays, évoquées par exemple par le film colombien Maria pleine de grâce, et d'autre part coût énergétique des transports en avion.

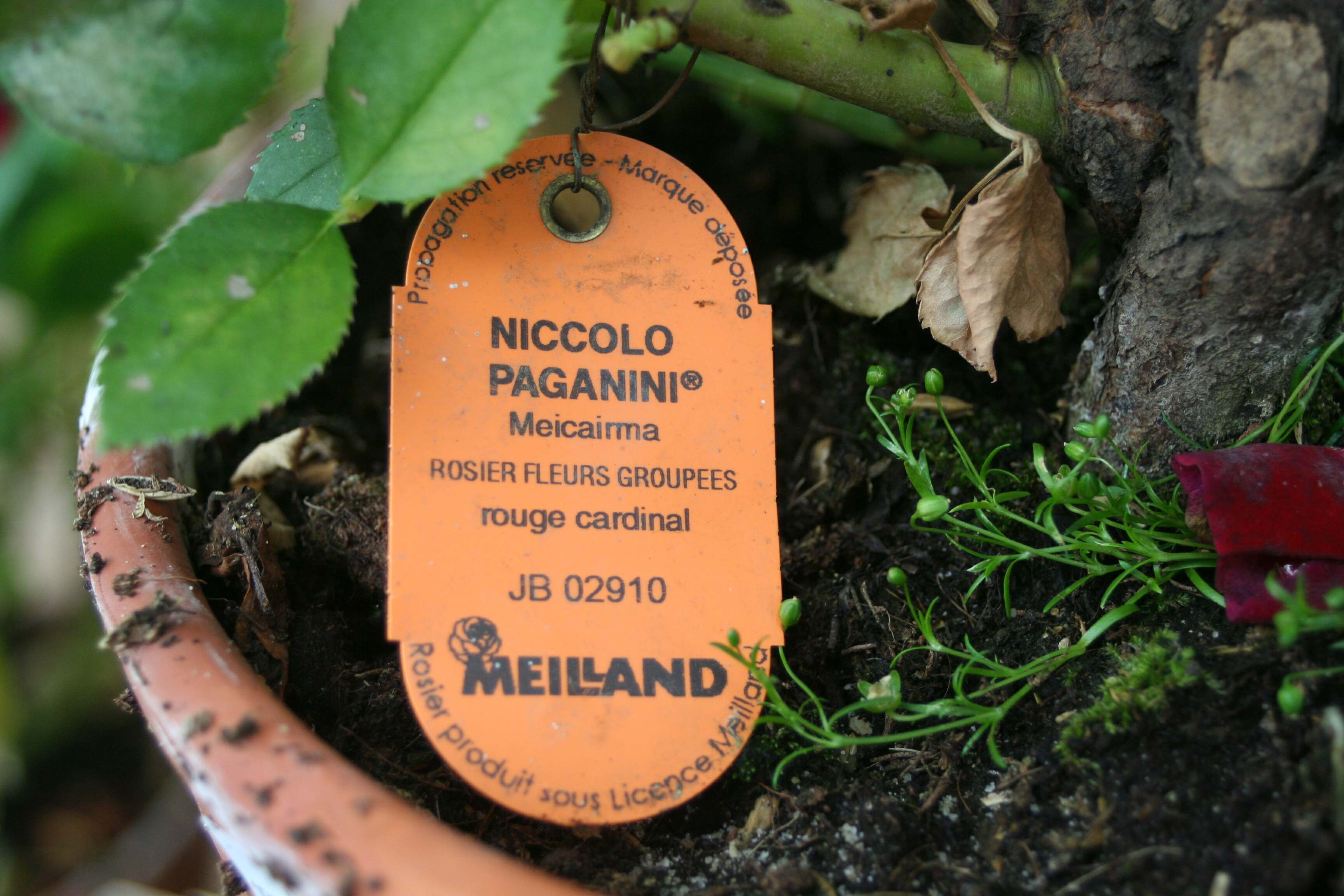
Étiquette d'identification d'un plant de rosier. On peut lire le nom de fantaisie, 'Niccolo Paganini', qui est en l'occurrence une marque déposée et le nom officiel du cultivar, 'Meicairma', nom codé dont la première syllabe correspond à l'obtenteur, Meilland.

### En France
En France, le commerce des rosiers et des roses concerne :
- les producteurs, horticulteurs-pépiniéristes : les pépinièristes pour les plants, les horticulteurs pour les fleurs coupées et de façon anecdotique la culture pour la fabrication de l'eau de rose et de l'essence de rose (pratiquées en Bulgarie dans la région de Varna, en Égypte, en Inde, en Chine...).
- les marchés de gros,
- le commerce de détail,
  - 13 838 fleuristes déclarés en 2003,
  - 960 marchands de graines,
  - 960 jardineries,
  - 800 marbriers-fleuristes,
  - 616 fleuristes de marché (registre 2004),
  - les coins jardinerie des hypermarchés, supermarchés et grandes surfaces de bricolage.

Les roses représentent 52,7 % des achats de fleurs coupées. Les importations de roses (fleurs coupées) se montent à 111,7 millions d'euros surtout en provenance des Pays-Bas (qui en ont traité pour 705,9 millions d'euros aux marchés du cadran)
Les achats de rosiers se sont montés en France en 2003 à 64 millions d'euros. La France importe des rosiers des Pays-Bas, du Danemark, d'Espagne, de Hongrie, de Pologne (où sont installés des horticulteurs allemands) et en exporte en Italie, Allemagne, Suisse, Éthiopie, Espagne...
Enfin il ne faut pas oublier les licences sur les créations et les partenariats, comme celui entre Meilland et Conard-Pyle Co aux États-Unis.

## Obtenteurs et rosiéristes fameux
- Joséphine de Beauharnais, pour sa roseraie du château de la Malmaison,
- Jacques-Louis Descemet (1761-1839), premier obtenteur de roses français,
- Louis Claude Noisette (1772-1849), France / États-Unis obtenteur des rosiers Noisette
- Jean-Pierre Vibert (1777-1866), France
- Jules Gravereaux, créateur de la première roseraie du monde, la roseraie du Val-de-Marne,
- Jean-Baptiste Guillot, obtenteur de La France, le premier hybride de thé,
- Jean Liabaud, horticulteur lyonnais, créateur de nombreux hybrides remontants au XIXe siècle,
- Moreau-Robert, France
- Jean Pernet, père, élève de Guillot, de ses créations reste connue 'Baronne de Rothschild'
- Joseph Pernet-Ducher (« le magicien de Lyon »), obtenteur de 'Madame Caroline Testout' et de 'Soleil d'Or',
- Rudolf Geschwind (1829–1910), Autriche-Hongrie,
- Joseph Hardwick Pemberton (1852-1926), Angleterre
- les Meilland, créateurs de 'Peace' (Madame Antoine Meilland), devenus les pépinières Meilland-Richardier,
- Kordes et Tantau, les plus grands rosiéristes allemands,
- Harkness, rosiériste anglais existant depuis 1879[8],
- David Austin, le créateur des roses anglaises,
- Georges Delbard et ses successeurs, créateurs des séries « grands parfums » et « roses des peintres » aux couleurs flammées.
- Tom Carruth, principal créateur américain actuel,
- Seizo Suzuki (1913-2000), (« Mister Rose »), rosiériste japonais et directeur de l'Institut de recherche du Japon sur la rose.
- Ralph Moore, spécialiste des roses miniatures (Sequoia Nursery),
- Paul Barden, auteur de Old Garden Roses and Beyond et The Uncommon Rose,
- Amanda et Peter Beales ont écrit de nombreux livres sur les roses.
- Griffith Buck, professeur d'horticulture à l'université d'État de l'Iowa de 1948 à 1985, qui a créé par hybridation environ 90 variétés de roses dont 'Buck', connue pour sa résistance aux maladies.
- Conard-Pyle Co (Star Roses),
- Louis Lens (* - 2001), Belgique, obtenteur de 'Pascali', élue rose favorite du monde en 1991

## Roseraies de rosiéristes
Au Royaume-Uni, des parties de la collection nationale de roses sont conservées par David Austin, Peter Beales et la Royal National Rose Society. Mottisfont Abbey garde une collection de roses anciennes d'avant 1900 et la collection du jardin botanique de l'Université de Birmingham se nomme « histoire de la rose européenne ».
En France, il existe de nombreuses roseraies (liste des roseraies) et l'on peut visiter les pépinières et les collections de la plupart des rosiéristes :
- Michel Adam, à Liffré,
- Roseraie Barth à Lochwiller,
- François Dorieux rosiériste obtenteur à Montagny
- André Eve à Pithiviers,
- Delbard, dont le jardin-verger de Malicorne est classé conservatoire français des collections végétales spécialisées,
- Roseraie Guillot, Crémieu,
- Francia Thauvin (« 'Gilles Clément', 'Fraise des Bois'... »), rosiériste à Saint-Cyr-en-Val, elle produit avec sa fille les rosiers anciens orléannais, dont beaucoup avaient pratiquement disparu.
- Roses d'antan, et sa roseraie conservatoire
- Pépinière de la Saulaie, Jacques et Christophe Travers, à Doué-la-Fontaine,
- La collection privée de roses anciennes d'Odile Masquelier La Bonne Maison in La Mulatière 69350

## Galerie

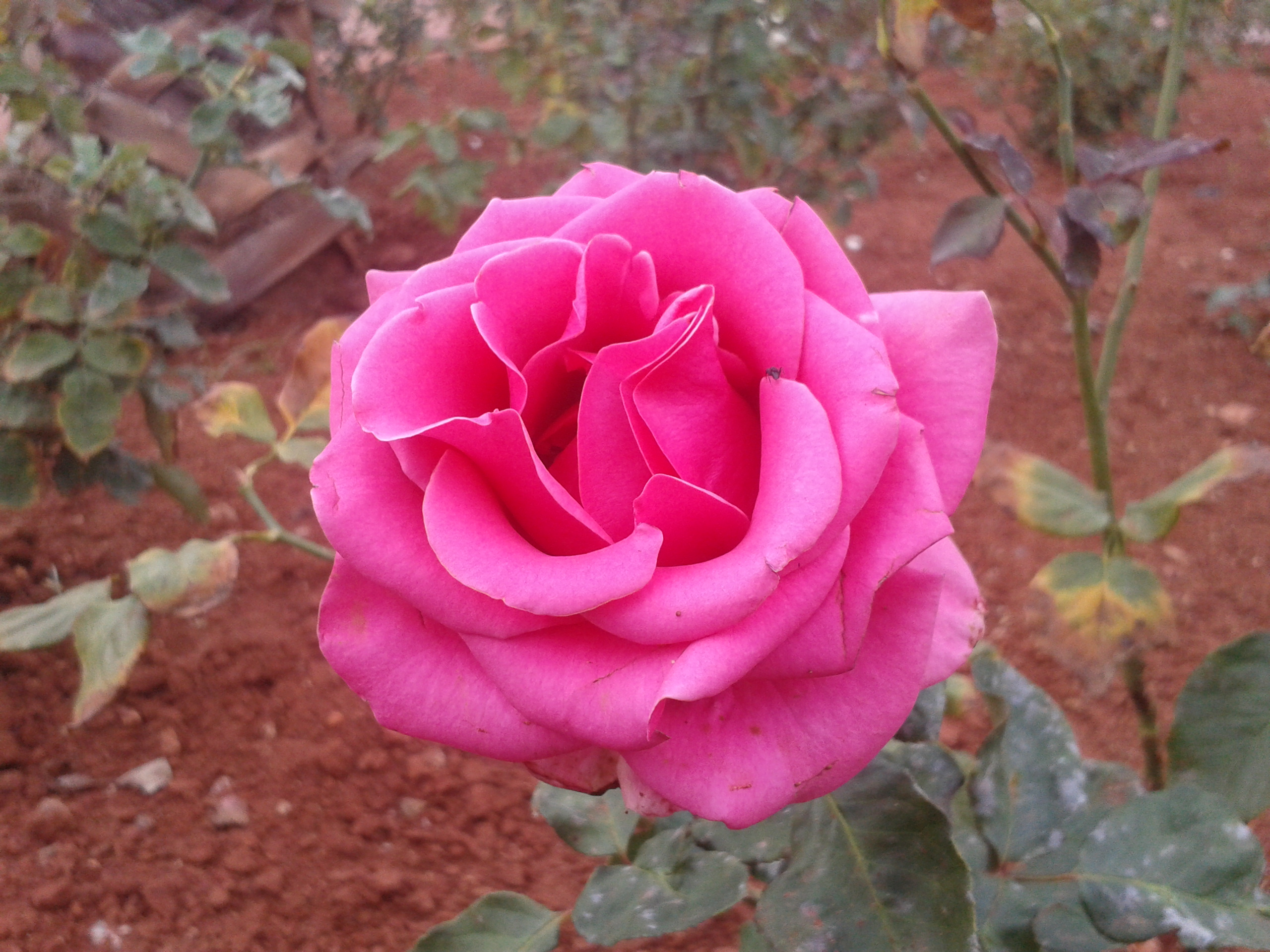
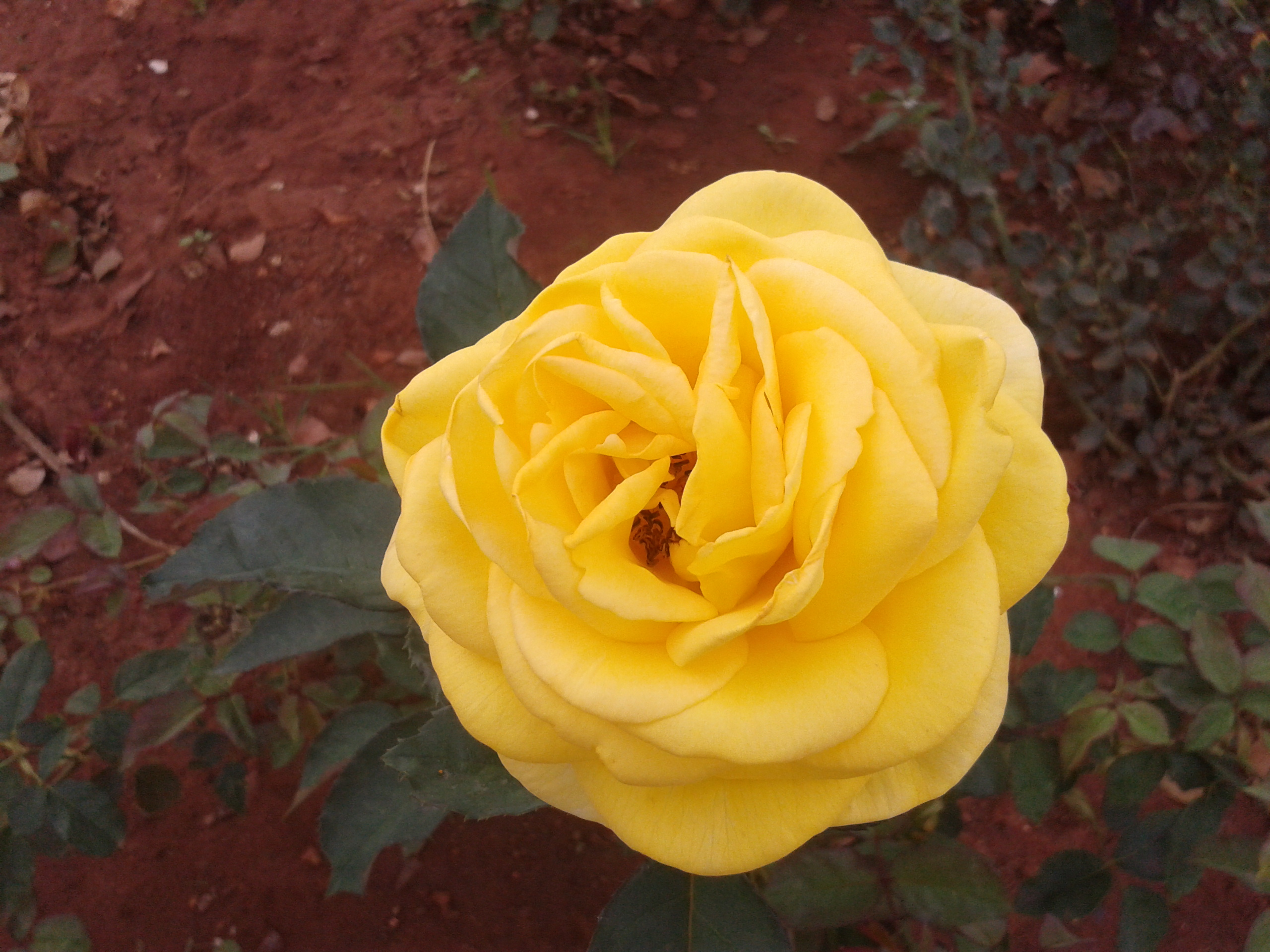
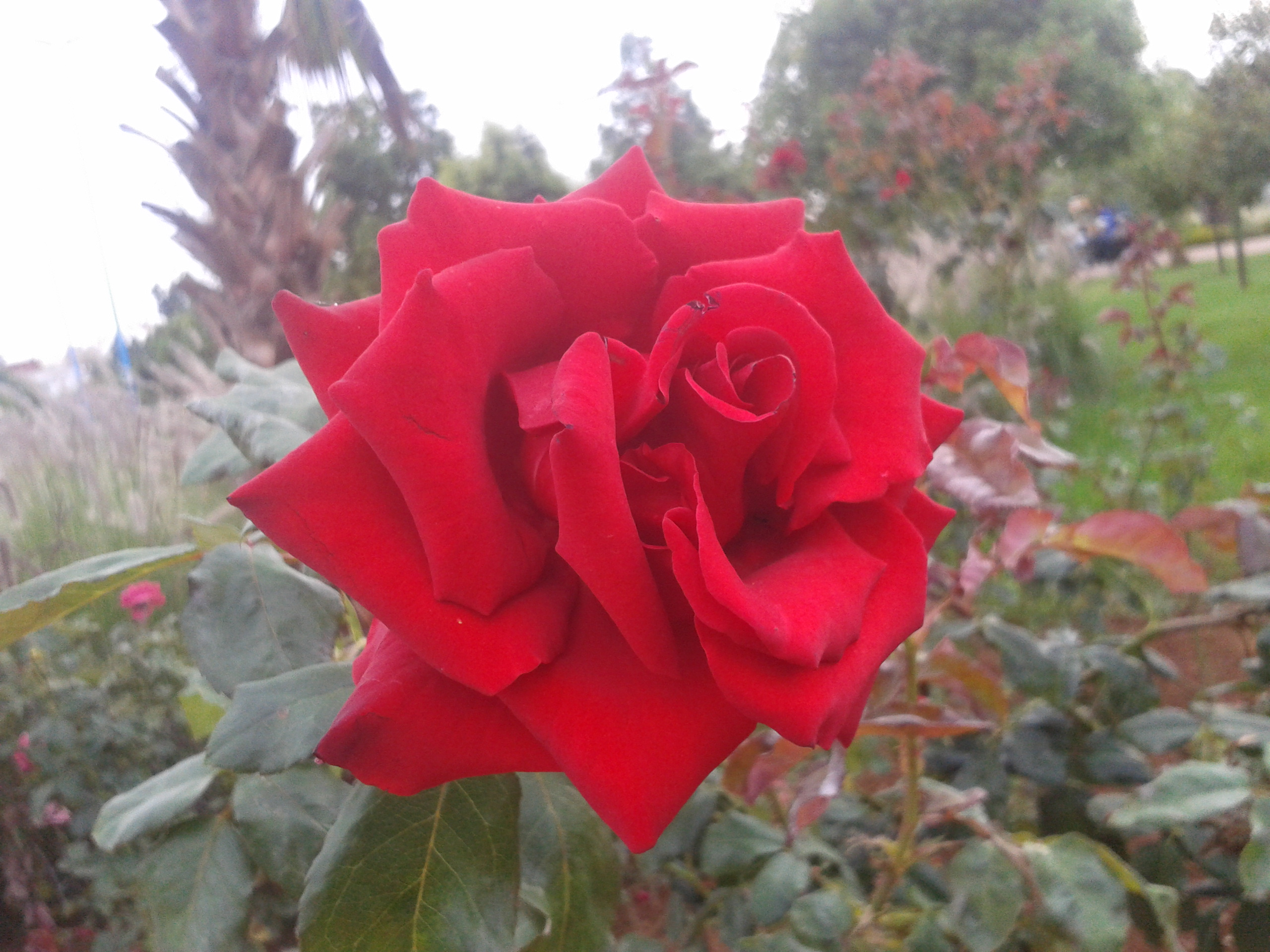
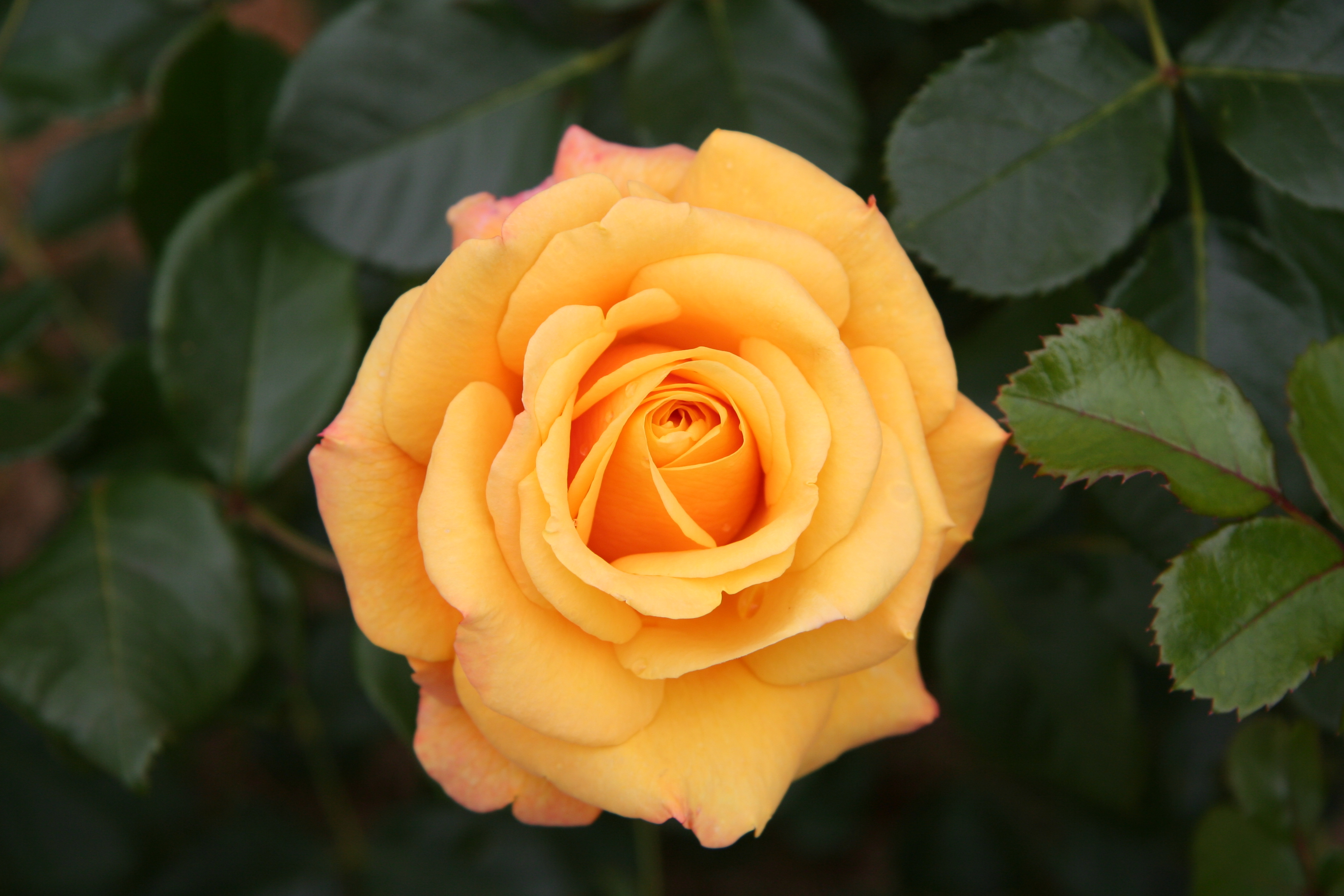
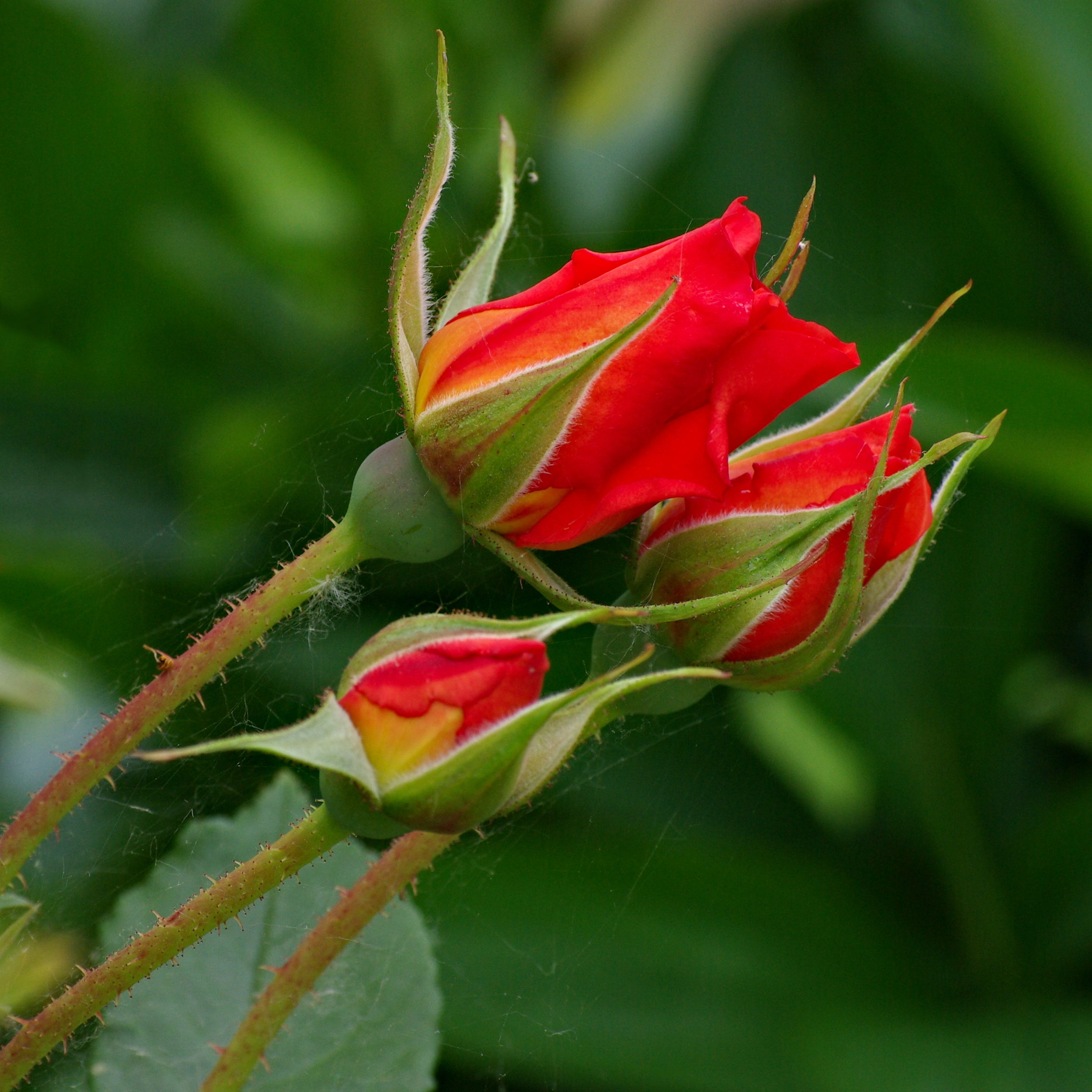
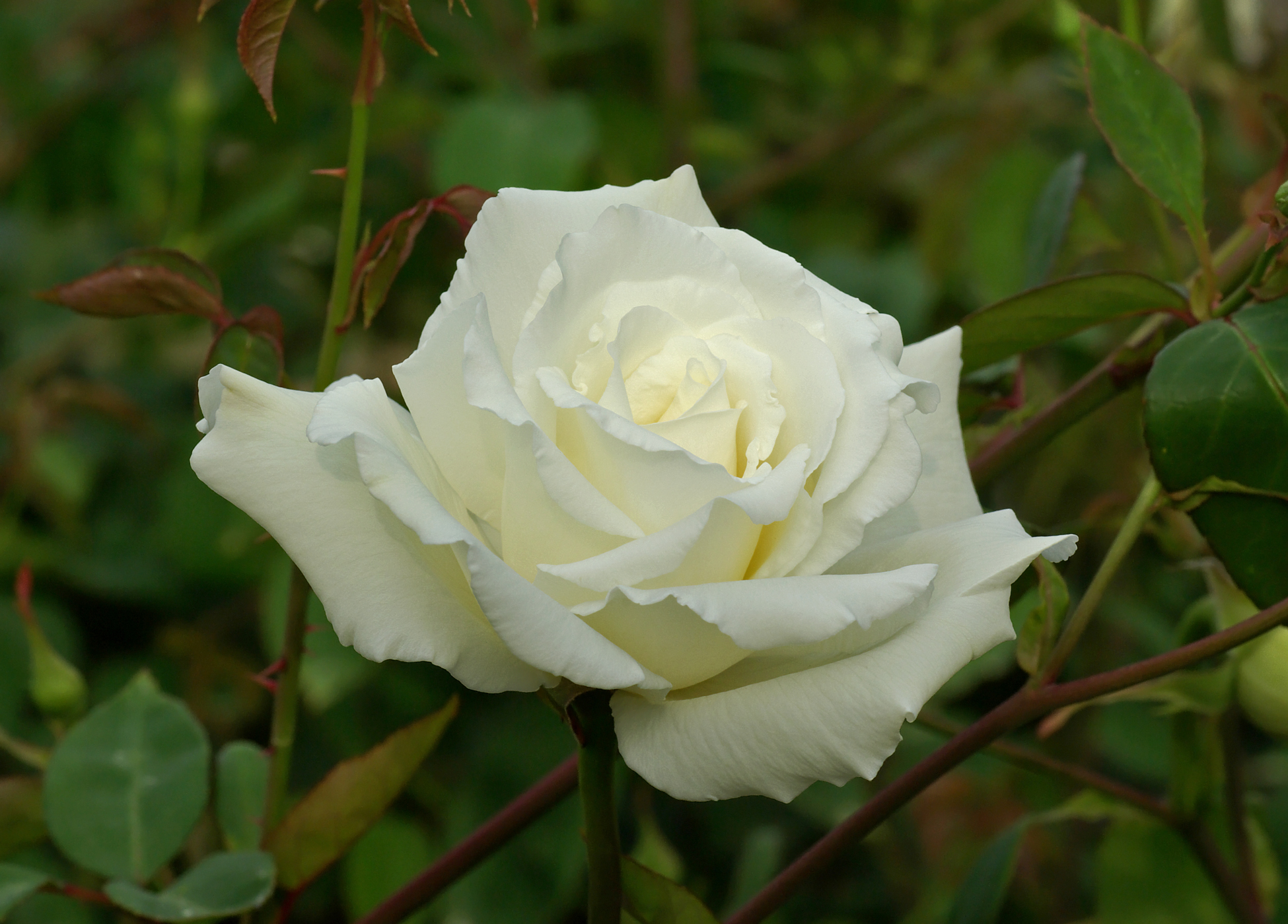
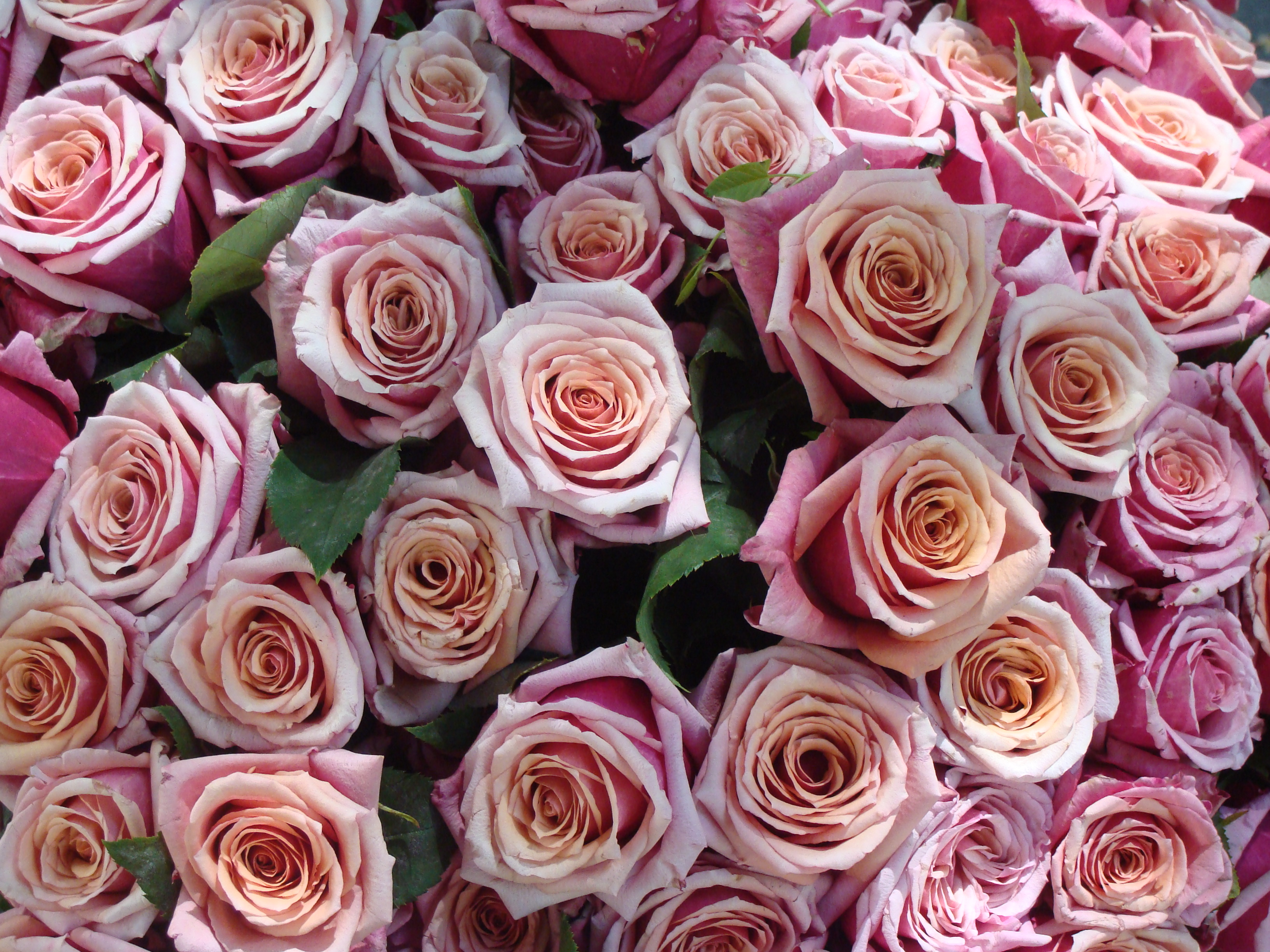
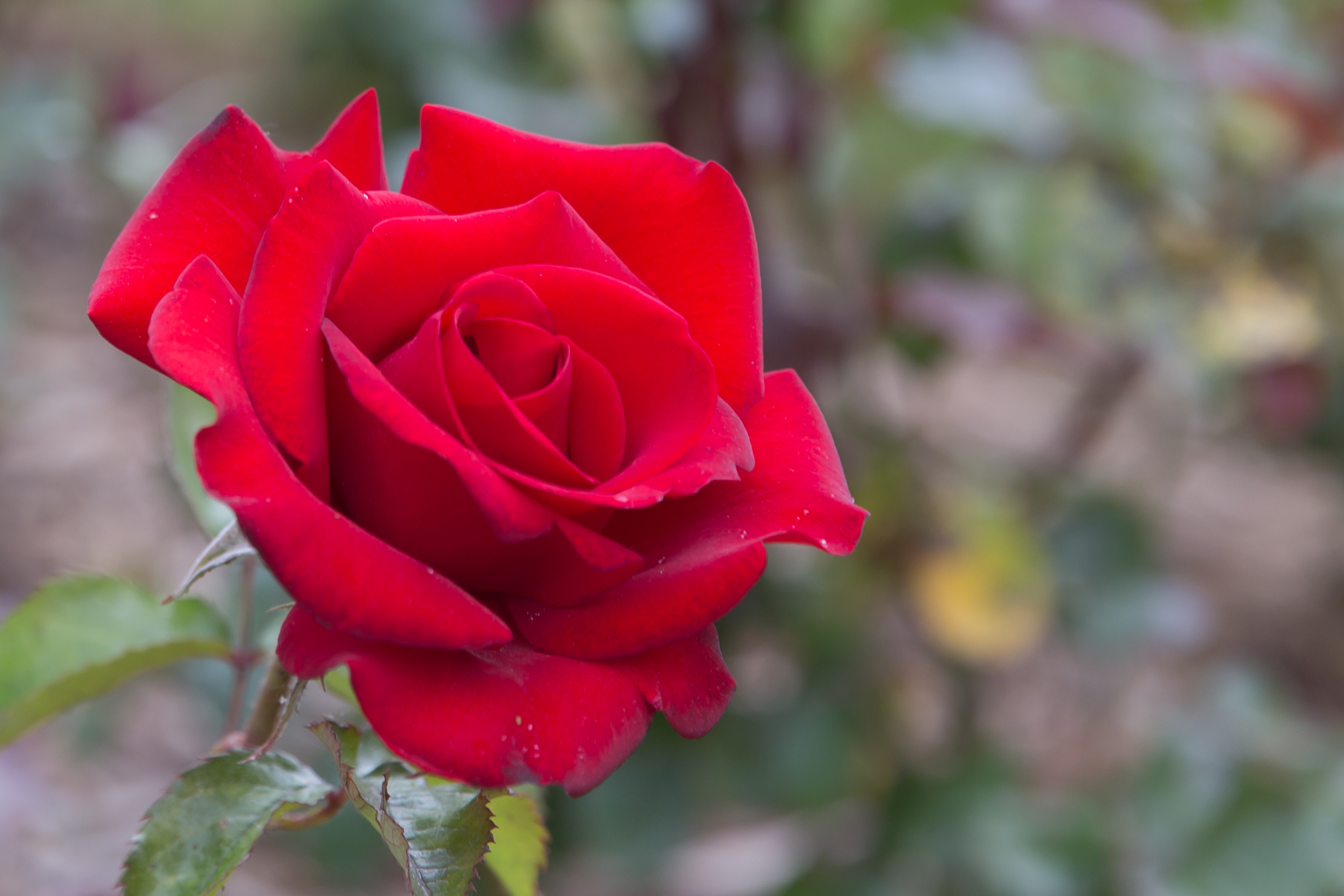
Rose 'corrida'
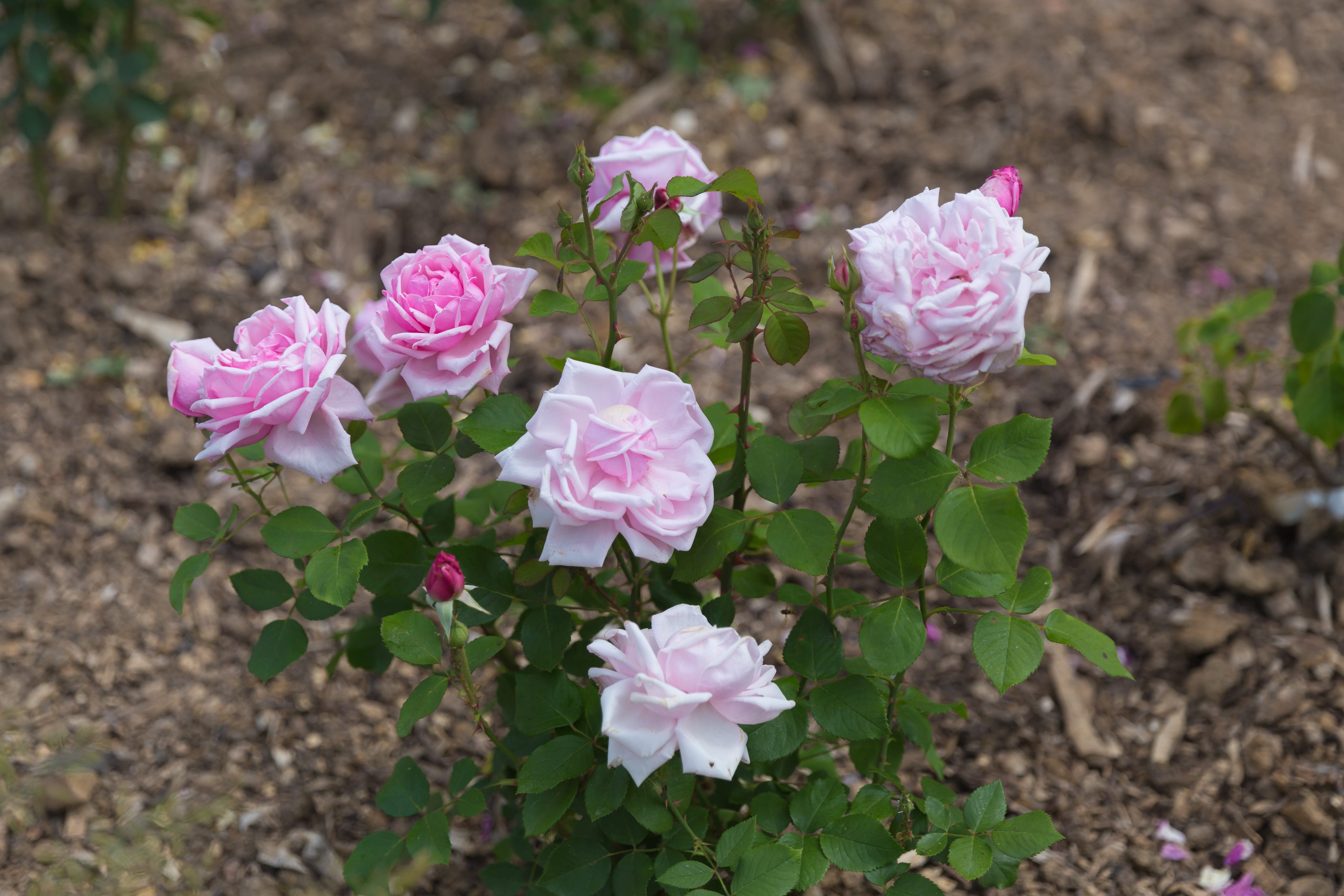
Rose 'La France'
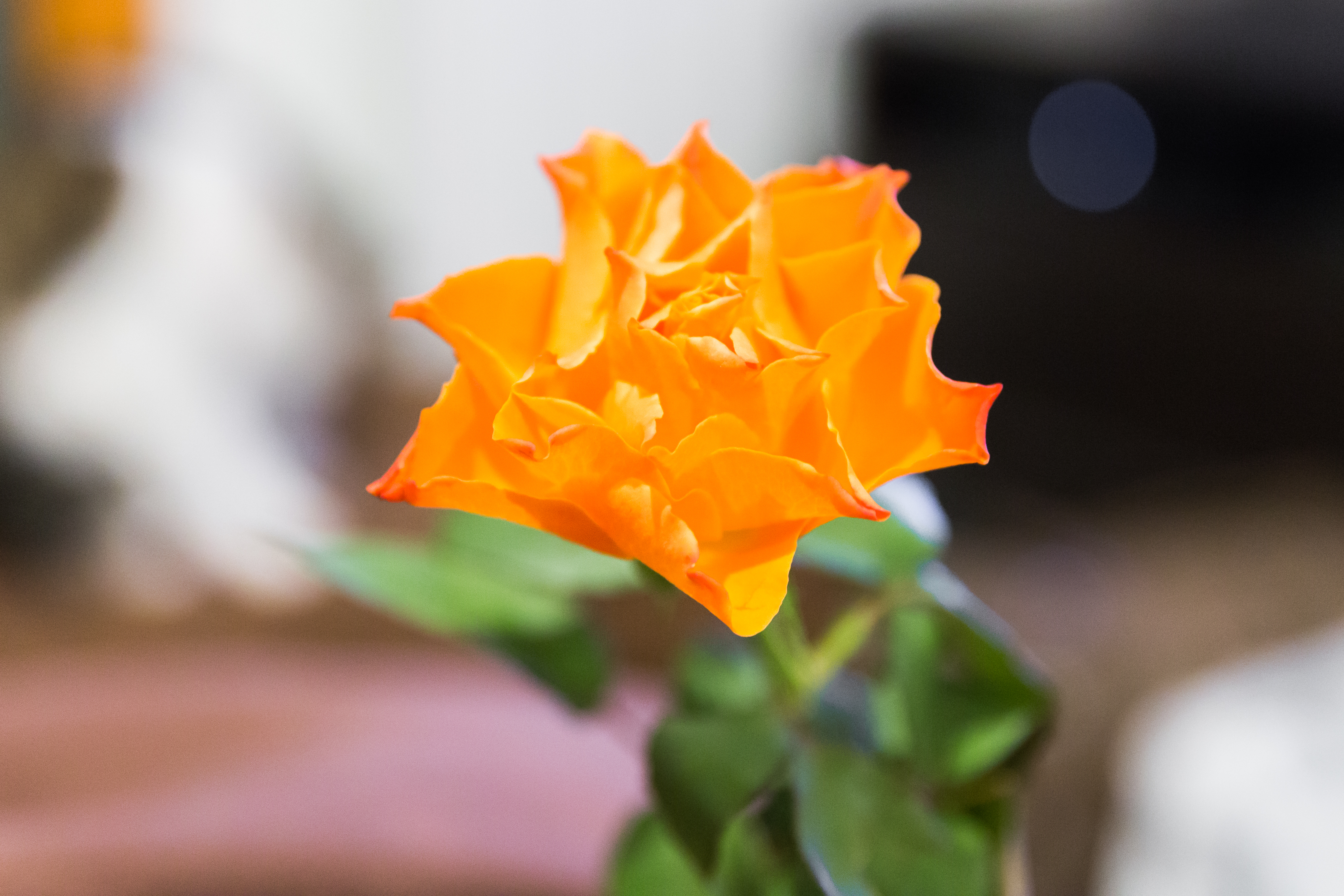
Rose 'miracle'
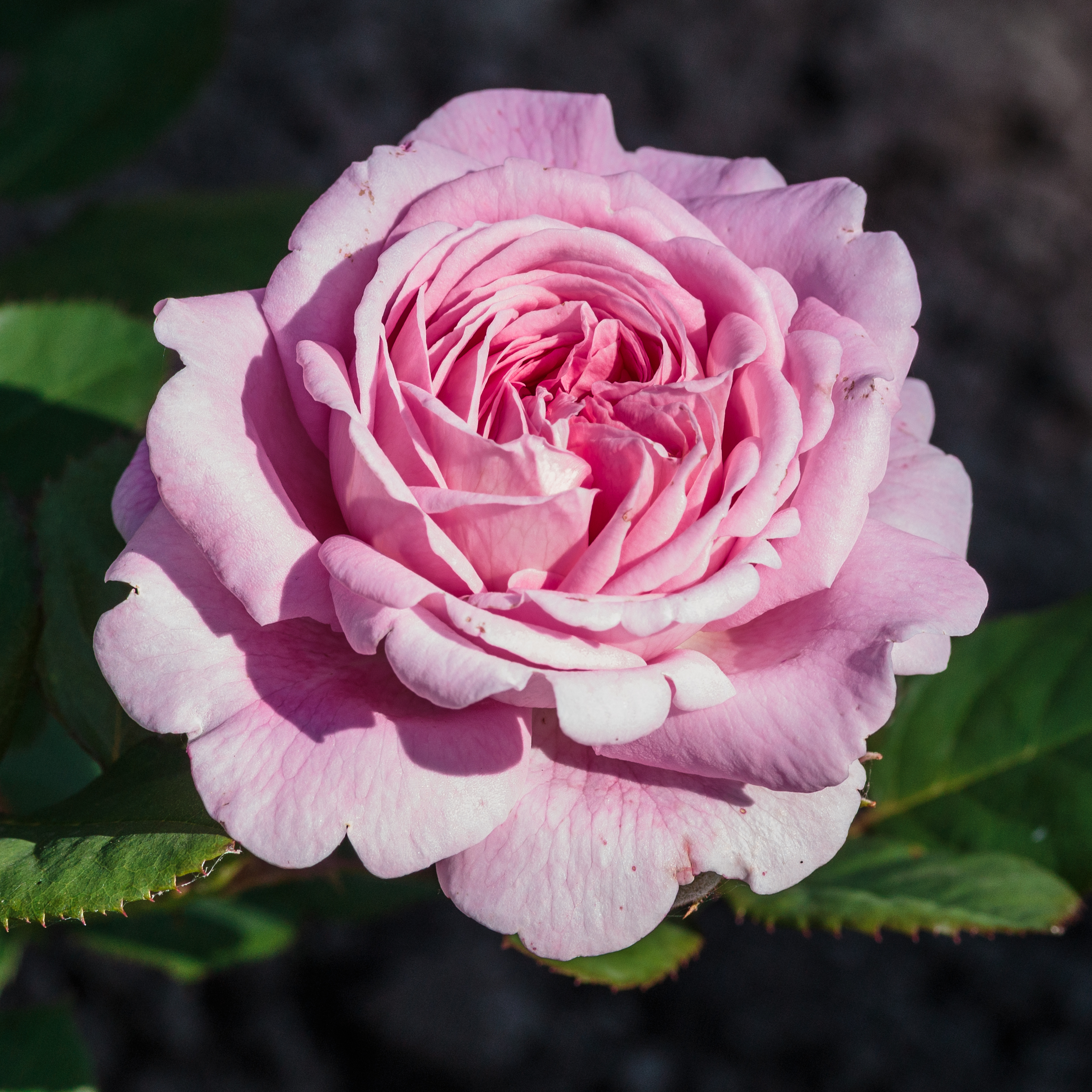
Rosa 'Rosengräfin Marie Henriette'.